# Укупник, Аркадий Семёнович
Арка́дий Семёнович Уку́пник (род. 18 февраля 1953, Каменец-Подольский, Каменец-Подольская область) — советский и российский композитор, музыкант, певец, актёр, продюсер группы «Кар-Мэн». Заслуженный артист России (2004).

## Биография

### Ранние годы
Родился 18 февраля 1953 года в городе Каменец-Подольский Каменец-Подольской (ныне Хмельницкой) области Украинской ССР.
Отец Семён Фомич Укупник (5 июля 1920, Заречанка — ?) — преподавал математику и когда-то играл на скрипке. Мать Зинаида Григорьевна (10 октября 1927 — ?) — преподавала русскую литературу. Аркадий учился не в той школе, где преподавали его родители.
Младшая сестра Маргарита (род. 3 июня 1955) преподавала в начальных классах.
По окончании средней школы, в 1970 году поступил в Московское высшее техническое училище имени Баумана на специальность «Оборудование и технология сварочного производства» (кафедра АМ-7), которое окончил в 1976 году. Интересно, что его однокашником был известный общественный деятель М. Ю. Лермонтов, а куратором группы профессор А. Григорьянц, которому много позже А. Укупник посвятил одно из своих музыкальных произведений.
Кроме того, Аркадий Укупник окончил музыкальную школу по классу скрипки, а также Московское областное музыкальное (Царицынское) училище по классу бас-гитары.

### Карьера

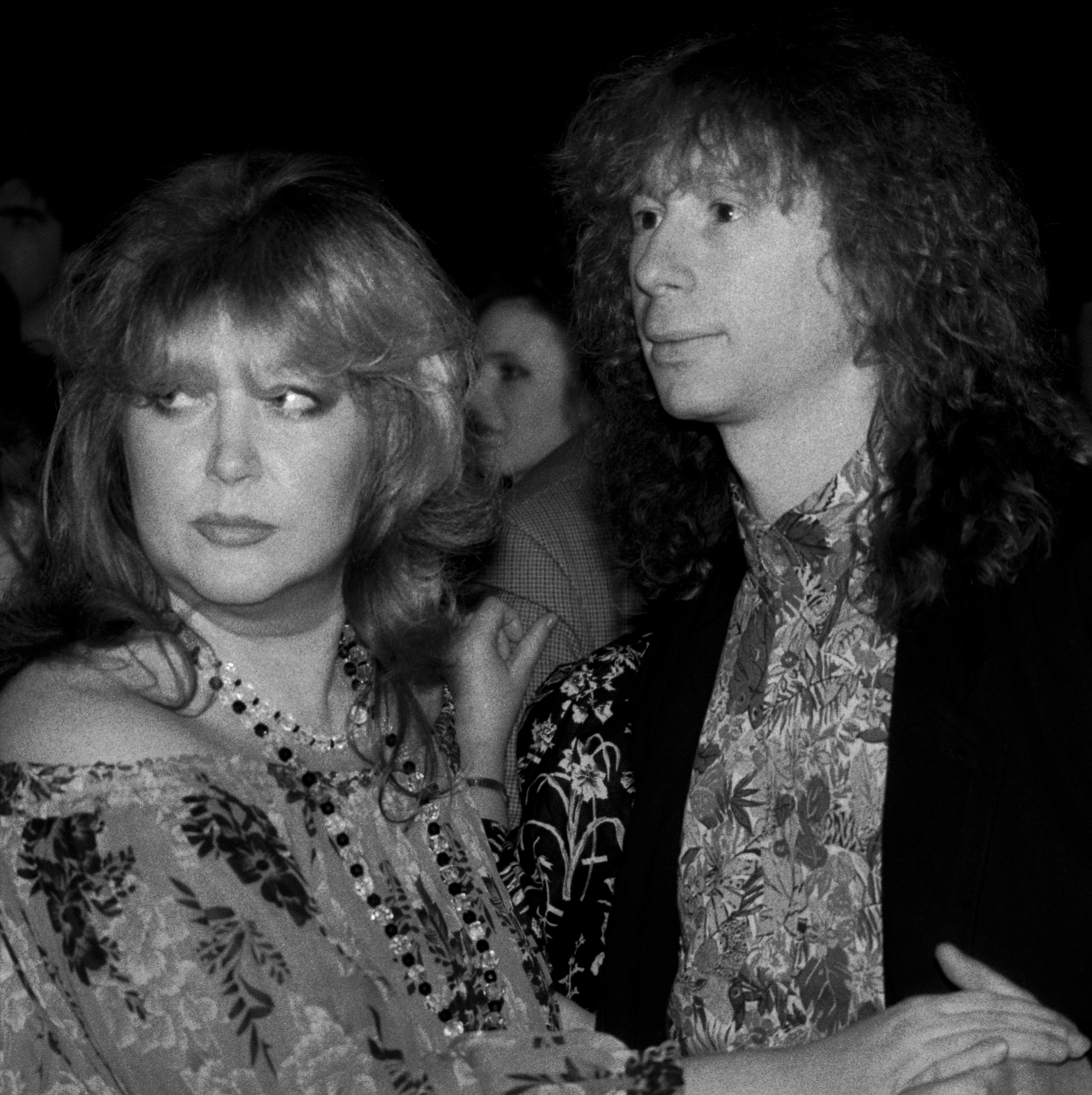
С А. Б. Пугачёвой, февраль 1991 года

С 1972 по 1978 год играл в джаз-ансамбле под управлением Игоря Брюта, ансамбле «Магистраль» под управлением Юрия Антонова, ансамбле под управлением Стаса Намина, оркестре Леонида Утёсова и группе «Джаз-Атака».
С 1978 по 1983 год Укупник работал в Камерном еврейском музыкальном театре, играл на бас-гитаре, практиковался там как актёр. Пел на идиш в спектакле-мюзикле «Чёрная уздечка для белой кобылицы» Юрия Шерлинга, там же пела Лариса Долина в дуэте с чернокожим певцом Вейландом Родом.
В 1983 году Укупник начал композиторскую деятельность песней «Рябиновые бусы» для Ирины Понаровской, писал песни для Ларисы Долиной, Филиппа Киркорова, Владимира Преснякова-младшего, Кристины Орбакайте, Аллы Пугачёвой, Натальи Ветлицкой, Татьяны Овсиенко. Также сотрудничал с Владом Сташевским, Вадимом Казаченко, Любовью Успенской и Михаилом Шуфутинским, продюсировал группу «Кар-Мэн».
В 1982 году начал карьеру певца, но стал известен только в 1990-е годы. Постоянный участник программы «Рождественские встречи» Аллы Пугачёвой, впервые появился в ней в 1991 году с песней «Фиеста». Пугачёва попросила парикмахера завить ему волосы, посоветовала Укупнику надеть очки. Среди хитов в собственном исполнении: «Свадебный марш» («Я на тебе никогда не женюсь»), «Маргаритка», «Петруха», «Сим-Сим, откройся», «Баллада о Штирлице», «Грусть», «Маэстро джаз» и др.
В 2003 году в мюзикле «Чикаго» сыграл роль Эймоса Харта. В том же году в шеститысячном зале Кремлёвского дворца состоялся гала-концерт «Неужели пятьдесят?», посвящённый 50-летию Аркадия Укупника.
Укупник владеет студией звукозаписи «Олимпик». С 2014 года вместе с женой Натальей и Игорем Бутманом являлся организатором ежегодного джазового фестиваля «World Jazz Festival» в Риге.

### Личная жизнь
В конце 1970-х состоялся первый брак с Лилией Лельчук. Сын — Григорий Лельчук (род. 1980).
Со второй женой, Мариной Никитиной, Укупник познакомился случайно: он подвёз её на машине домой, после чего оказалось, что они соседи и живут в одном многоквартирном доме. Дочь — Юнна Никитина (род. 1987) — окончила Гуманитарный институт телевидения и радиовещания им. М. А. Литовчина, факультет режиссуры. Работает на радио «Свобода».
Третья жена, Наталья Укупник (Турчинская, дев. Бутова) — глава туристической фирмы. Дочь — София Укупник (род. 2011).

## Творчество

### Композиторская дискография
1989 — «Игра в четыре руки» (песни композитора в исполнении различных артистов)
1991 — «Талисман» (песни композитора в исполнении различных артистов)
1993 — «Прости меня» (альбом Ларисы Долиной)
2006 — «Сволочи» (саундтрек-альбом к одноимённому фильму)
2008 — «Монтана» (саундтрек-альбом к одноимённому фильму)

### Дискография — сольный артист
1993 — "Восток — дело тонкое, Петруха
| №                   | Название            | Текст песни         | Музыка              | Длительность |
| ------------------- | ------------------- | ------------------- | ------------------- | ------------ |
| 1.                  | «Золотое»           | Б. Дубровин         | А. Укупник          | 4:05         |
| 2.                  | «Капитанская дочь»  | И. Резник           | А. Укупник          | 3:42         |
| 3.                  | «Рио-Рио»           | К. Крастошевский    | А. Укупник          | 4:40         |
| 4.                  | «Маргаритка»        | М. Танич            | А. Укупник          | 3:32         |
| 5.                  | «Петруха»           | К. Крастошевский    | А. Укупник          | 4:03         |
| 6.                  | «Монте-Карло»       | К. Крастошевский    | А. Укупник          | 4:10         |
| 7.                  | «Тихий вечер»       | А. Якушин           | А. Укупник          | 6:35         |
| 8.                  | «Девушка-тусовка»   | К. Крастошевский    | А. Укупник          | 3:19         |
| Общая длительность: | Общая длительность: | Общая длительность: | Общая длительность: | 34:05        |

1994 — «Баллада о Штирлице»
| №   | Название                            | Текст песни      | Музыка     | Длительность |
| --- | ----------------------------------- | ---------------- | ---------- | ------------ |
| 1.  | «Баллада о Штирлице»                | К. Крастошевский | А. Укупник | 4:06         |
| 2.  | «Капитанская дочь»                  | И. Резник        | А. Укупник | 3:42         |
| 3.  | «Золотое»                           | Б. Дубровин      | А. Укупник | 4:05         |
| 4.  | «Фиеста»                            | К. Крастошевский | А. Укупник |              |
| 5.  | «Петруха»                           | К. Крастошевский | А. Укупник |              |
| 6.  | «Давай не будем»                    | Е. Куликов       | А. Укупник |              |
| 7.  | «Маргаритка»                        | М. Танич         | А. Укупник |              |
| 8.  | «Леди»                              | К. Крастошевский | А. Укупник |              |
| 9.  | «Она-она»                           | К. Крастошевский | А. Укупник |              |
| 10. | «Баллада о Штирлице (инструментал)» |                  | А. Укупник |              |
| 11. | «Тихий вечер»                       | А. Якушин        | А. Укупник |              |
| 12. | «Монте Карло»                       | К. Крастошевский | А. Укупник |              |
| 13. | «Море»                              | В. Гин           | А. Укупник |              |
| 14. | «Девушка-тусовка»                   | К. Крастошевский | А. Укупник |              |
| 15. | «Рио-Рио»                           | К. Крастошевский | А. Укупник |              |
| 16. | «Петруха (инструментал)»            |                  | А. Укупник |              |

1995 — «Сим-Сим, откройся!»
| №   | Название                      | Текст песни      | Музыка     | Длительность |
| --- | ----------------------------- | ---------------- | ---------- | ------------ |
| 1.  | «Сим-Сим, откройся!»          | В. Шагабутдинов  | Ю. Варум   |              |
| 2.  | «Китайский ресторан»          | К. Крастошевский | А. Укупник |              |
| 3.  | «Осенний лист»                | Ю. Дружков       | А. Укупник |              |
| 4.  | «Мадемуазель»                 | Л. Рубальская    | А. Укупник |              |
| 5.  | «Холодные огни Шереметьево-2» | К. Крастошевский | А. Укупник |              |
| 6.  | «Одесса»                      | М. Танич         | А. Укупник |              |
| 7.  | «Пурга»                       | Л. Рубальская    | А. Укупник |              |
| 8.  | «Баллада о Штирлице»          | К. Крастошевский | А. Укупник |              |
| 9.  | «Гуляй, купец»                | К. Крастошевский | А. Укупник |              |
| 10. | «Девятый вал»                 | Б. Шифрин        | А. Укупник |              |

1996 — «Музыка для мужчин»
| №   | Название             | Текст песни      | Музыка     | Длительность |
| --- | -------------------- | ---------------- | ---------- | ------------ |
| 1.  | «Пролог: Не женюсь»  | С. Мудров        | А. Укупник |              |
| 2.  | «Тайное свидание»    | К. Крастошевский | А. Укупник |              |
| 3.  | «Знойная женщина»    | К. Крастошевский | А. Укупник |              |
| 4.  | «Беда зелёная»       | К. Крастошевский | А. Укупник |              |
| 5.  | «Глория»             | Б. Шифрин        | А. Укупник |              |
| 6.  | «Не спеши, красивая» | К. Крастошевский | А. Укупник |              |
| 7.  | «Я вернулся к тебе»  | К. Крастошевский | А. Укупник |              |
| 8.  | «Юная фея»           | В. Баранов       | А. Укупник |              |
| 9.  | «Грустный дождь»     | В. Баранов       | А. Укупник |              |
| 10. | «Судьба»             | С. Мудров        | А. Укупник |              |
| 11. | «Свадебный марш»     | С. Мудров        | А. Укупник |              |

1998 — «Поплавок»
| №   | Название                 | Текст песни      | Музыка                     | Длительность |
| --- | ------------------------ | ---------------- | -------------------------- | ------------ |
| 1.  | «Бяка»                   | Г. Витке         | А. Укупник, А. Добронравов |              |
| 2.  | «Поплавок»               | К. Крастошевский | А. Укупник                 |              |
| 3.  | «Симфонический оркестр»  | М. Танич         | А. Укупник                 |              |
| 4.  | «Персики»                | Е. Небылова      | А. Укупник                 |              |
| 5.  | «Девочка из кордебалета» | К. Крастошевский | А. Укупник                 |              |
| 6.  | «Бронзовый загар»        | К. Крастошевский | А. Укупник                 |              |
| 7.  | «Я объявляю Вам любовь»  | Е. Небылова      | А. Укупник                 |              |
| 8.  | «Сим-Сим (remix)»        | В. Шагабутдинов  | Ю. Варум                   |              |
| 9.  | «Делу время»             | И. Резник        | Р. Паулс                   |              |
| 10. | «Дуремар»                | К. Крастошевский | А. Укупник, А. Добронравов |              |

1998 — «Грусть»
| №   | Название        | Текст песни      | Музыка                     | Длительность |
| --- | --------------- | ---------------- | -------------------------- | ------------ |
| 1.  | «Грусть»        | М. Макова        | А. Укупник                 |              |
| 2.  | «Черепаха»      | К. Крастошевский | А. Укупник                 |              |
| 3.  | «Мишель»        | О. Гегельский    | А. Укупник, А. Добронравов |              |
| 4.  | «Амстердам»     | Т. Залужная      | А. Укупник                 |              |
| 5.  | «Не нужна»      | Т. Залужная      | А. Укупник                 |              |
| 6.  | «Первая жена»   | Г. Белкин        | А. Укупник                 |              |
| 7.  | «Зал ожидания»  | Г. Витке         | А. Укупник, А. Добронравов |              |
| 8.  | «Маэстро джаза» | Т. Залужная      | А. Укупник                 |              |
| 9.  | «Хозяйка»       | К. Крастошевский | А. Укупник                 |              |
| 10. | «Клад»          | К. Крастошевский | А. Укупник                 |              |
| 11. | «Трубач»        | Т. Залужная      | А. Укупник                 |              |

2000 — «Совсем другое кино»
| №   | Название                 | Текст песни      | Музыка     | Длительность |
| --- | ------------------------ | ---------------- | ---------- | ------------ |
| 1.  | «Снегурочка»             | Е. Муравьёв      | А. Укупник |              |
| 2.  | «Только так»             | Е. Муравьёв      | А. Укупник |              |
| 3.  | «Ангел»                  | Е. Муравьёв      | А. Укупник |              |
| 4.  | «Грусть (remix)»         | М. Макова        | А. Укупник |              |
| 5.  | «Зверенко»               | О. Гегельский    | А. Укупник |              |
| 6.  | «Великобритания»         | Е. Муравьёв      | А. Укупник |              |
| 7.  | «Оксана»                 | К. Крастошевский | А. Укупник |              |
| 8.  | «Золотые времена»        | Н. Пляцковская   | А. Укупник |              |
| 9.  | «Алёна»                  | К. Крастошевский | А. Укупник |              |
| 10. | «Петруха (remix)»        | К. Крастошевский | А. Укупник |              |
| 11. | «Совсем другое кино»     | Е. Муравьёв      | А. Укупник |              |
| 12. | «Дом, который построил…» | К. Крастошевский | А. Укупник |              |

2005 — «Не мои песни»
| №  | Название                                                  | Текст песни                                  | Музыка                   | Длительность |
| -- | --------------------------------------------------------- | -------------------------------------------- | ------------------------ | ------------ |
| 1. | «Безумный мир»                                            | А. Литягин                                   | А. Литягин               |              |
| 2. | «Мишка»                                                   | Г. Титов, П. Рудаков                         | В. Нечаев                |              |
| 3. | «33 коровы»                                               | Н. Олев                                      | М. Дунаевский            |              |
| 4. | «Папа Чико (дуэт с Т. Эспозито)»                          | Дж. Ди Франко (перевод — А. Вулых)           | Т. Эспозито, Р. Ликастро |              |
| 5. | «Галоши»                                                  | З. Петрова                                   | А. Островский            |              |
| 6. | «Крейсер „Аврора“»                                        | М. Матусовский, К. Крастошевский (речитатив) | В. Шаинский              |              |
| 7. | «Если хочешь (Backseat Of Your Cadillac ft. C. C. Catch)» | Д. Болен (перевод — Н. Матуни)               | Д. Болен                 |              |
| 8. | «Африка (дуэт с Пелагеей)»                                | Д. Вангард (перевод — А. Вулых)              | Ж. Клюгер                |              |
| 9. | «Колорадо»                                                | ?                                            | ?                        |              |

2006 — «Крыльев у коров не бывает»
| №   | Название                 | Текст песни  | Музыка       | Длительность |
| --- | ------------------------ | ------------ | ------------ | ------------ |
| 1.  | «Корова»                 | Т. Залужная  | А. Укупник   |              |
| 2.  | «Ты иди за мной»         | С. Соколкин  | А. Укупник   |              |
| 3.  | «Рыжая осень»            | С. Соколкин  | А. Укупник   |              |
| 4.  | «Трое в лодке»           | Е. Муравьёв  | А. Укупник   |              |
| 5.  | «Кукла»                  | Е. Муравьёв  | А. Укупник   |              |
| 6.  | «Яхта»                   | Е. Муравьёв  | А. Укупник   |              |
| 7.  | «Только море»            | Е. Муравьёв  | А. Укупник   |              |
| 8.  | «Хочу»                   | В. Куприянов | В. Куприянов |              |
| 9.  | «Брелок»                 | Е. Мальцева  | В. Куприянов |              |
| 10. | «Ты меня позови»         | С. Сашин     | А. Укупник   |              |
| 11. | «Рождественская»         | Н. Олев      | А. Укупник   |              |
| 12. | «Эгоистка»               | Е. Муравьёв  | А. Укупник   |              |
| 13. | «Ты иди за мной (remix)» | С. Соколкин  | А. Укупник   |              |

2021 — TBA
1. «Баллада о новом паспорте»

### Композитор
- Аромат любви (1996, слова Е.Небылова, исполняет Лев Лещенко)
- Взгляни на эту землю с высоты (1999, слова Е.Муравьёв, исполняет Ольга Кормухина)
- Виноват я, виноват (1996, слова Ларисы Рубальской, исполняет Филипп Киркоров)
- Гарем (1999, слова Е.Муравьёв, исполняет Ирина Аллегрова)
- Давай не будем (1990, слова Е.Куликов, исполняет Евгений Куликов)
- Джаз (2003, слова Т.Залужная, исполняет Людмила Гурченко)
- Карета (1995, слова А.Алов, исполняет Любовь Успенская)
- Крошка (1997, слова Натальи Шемятенковой, исполняет Борис Моисеев)
- Летучий голландец любви (1993, слова Е.Алов, исполняет Алёна Апина)
- Лёха (1993, слова Ю.Дружков, исполняет Алёна Апина)
- Любовь здесь больше не живёт (1994, слова К.Крастошевский, исполняет Влад Сташевский)
- Милая (1995, слова В.Баранов, исполняет Филипп Киркоров)
- Морозов (1994, слова Ларисы Рубальской, исполняет Татьяна Овсиенко)
- Но только не говори мне (что любишь меня) (1994, слова А.Алов, исполняет Наталья Ветлицкая)
- Ночное море (1995, слова Юлии Тсомиади, исполняет Светлана Алмазова)
- Парень из Техаса (1993, слова К.Крастошевский, исполняет группа Полиция нравов)
- Победа за нами (Матч) (2012, слова Е.Муравьёв, исполняет Гарик Сукачёв)
- Пропащая (2000, слова Ю.Рыбчинский, исполняет Лолита Милявская)
- Прости меня (1993, слова М. Танича, исполняет Лариса Долина)
- Рябиновые бусы (1989, слова Л.Светлаков, исполняет Ирина Понаровская)
- Сильная женщина (плачет у окна) (1996, слова А.Алов и А.Пугачёва, исполняет Алла Пугачёва)
- Стена (1999, слова М.Танича, исполняет Лариса Долина)
- Свита (1993, слова К.Крастошевский, исполняет Сергей Челобанов)
- Стрела (2008, слова А.Укупник и Грейс, исполняет Юлия Савичева)
- Театр (1999, альбом Ирины Аллегровой)
- Талисман (1988, слова С.Осиашвили, исполняет Кристина Орбакайте)
- Танцевать до утра (1993, альбом Алёны Апиной)
- Туман (1989, слова И.Шаферан, исполняет Владимир Пресняков-младший)
- Ты мне должен закаты (1996, слова А.Алов, исполняет Алла Пугачёва)
- Холодные огни Шереметьево-2 (1994, исполняет Александр Буйнов)
- Эй, гражданка (у окна) (1987, слова В.Гин, исполняет Ирина Понаровская)
- Я не буду тебя больше ждать (1995, слова Ю.Кадышева, исполняет Влад Сташевский)
- Я приеду (1998, слова А.Алов, исполняет Владимир Асимов)
- Я тебя у всех украду (1993, слова Юрия Дружкова, исполняет Алёна Апина)

### Фильмография

#### Актёр
- 1973 — Это сильнее меня — гитарист в ресторане (нет в титрах)
- 1996 — Умереть от счастья и любви
- 1997 — Новейшие приключения Буратино — продюсер Дуремар
- 2001 — Любовница из Москвы — Аркаша
- 2001 — Мы сделали это! — Аркадий, сбежавший муж, музыкант
- 2002 — Сын неудачника — Аркадий
- 2002 — Стрела любви — скрипач Аркадий
- 2004 — Игры мотыльков — член жюри
- 2004 — Не нарушая закона
- 2006 — Кто в доме хозяин? — камео (52-я серия «Песня первой любви»)
- 2007 — Дочки-матери — камео
- 2008 — Моя любимая ведьма
- 2008 — Собачья жизнь — эпизод (третья серия)
- 2010 — Зайцев, жги! История шоумена
- 2010 — 220 вольт любви — камео
- 2012 — Детка — Филиппов, снимался в реалити-шоу «Забытые в чаще»
- 2018 — Соседи — камео
- 2020 — Весёлые гастроли на Чёрном море — Миша
- 2024 — Особенности национальной больницы — пациент в коме
- 2025 — Про это самое — камео

#### Композитор
- 2006 — Сволочи
- 2007 — Любовь-морковь
- 2008 — Любовь-морковь 2
- 2008 — Монтана
- 2008 — Индиго
- 2009 — Юленька
- 2009 — ЛОпуХИ: Эпизод первый
- 2009 — Чёрная молния
- 2010 — Поцелуй сквозь стену
- 2010 — Ирония любви
- 2011 — Любовь-морковь 3
- 2012 — Бездна
- 2016 — Бременские разбойники

### Мюзиклы
- 2019 — «Ромео vs. Джульетта. XX лет спустя». Премьера в июне 2019 года в Московском театре оперетты[18].
- 2022 — «Князь Серебряный». Премьера —26 ноября 2022 года в Московском театре оперетты[19].